# پیش از اینکه بخوابم (فیلم ۲۰۱۳)
پیش از اینکه بخوابم (به انگلیسی: Before I Sleep) یک فیلم درام آمریکایی محصول سال ۲۰۱۳ به کارگردانی آرون شارف است.
این فیلم پیش‌تر با نام دختر شکسپیر نیز شناخته می‌شد.

## بازیگران
- دیوید وارنر در نقش یوجین دلوین
- تام سایزمور در نقش رندی
- سینتیا گیب در نقش کارولین
- اریک رابرتس در نقش دیوید
- بانی رایت[۶] در نقش فیبی
- یوجین سیمون[۷] در نقش یوجین ۲۰ ساله
- ساشا اسپیلبرگ در نقش ریچل
- جیمی بامبر در نقش پاول
- کمپبل اسکات در نقش یوجین ۴۸ ساله
- چوی چیس در نقش حفار قبر
- جیمز ریبهورن در نقش کشیش
- تانر فلود در نقش بچگی یوجین
- کلیر فولی در نقش بچگی فیبی
- روستی دویس در نقش پرستار

## پیشرفت
در ۱۰ ژوئن ۲۰۱۳ به صورت آنلاین دومین کلیپ چند ثانیه‌ای، از چند صحنهٔ بازی یوجین سیمون و بانی رایت و در نوامبر ۲۰۱۴ نیز نخستین تریلر رسمی فیلم منتشر شد.